# Ugljan (wieś)
Ugljan – wieś w Chorwacji, w żupanii zadarskiej, w gminie Preko. W 2011 roku liczyła 1278 mieszkańców.